# Team Utensilnord
Das Team Utensilnord war ein polnisches Radsportteam mit Sitz in Italien.
Die Mannschaft wurde 2009 gegründet und nahm seitdem als Continental Team an den UCI Continental Circuits teil. Einige Fahrer nahmen auch hauptsächlich an Cyclocross-Rennen teil. Manager war Roberto Stuppia, der von den Sportlichen Leitern Silvano Massardi, Gabriele Missaglia, Kazimierz Prokopyszyn und Zbigniew Spruch unterstützt wurde.
Im Jahr 2010 wurde das Team nicht mehr bei der UCI registriert. Unter dem Namen Utensilnord-Named nahm 2012 ein Team an internationalen Radrennen teil. Es handelte sich dabei aber nicht um ein Nachfolgeteam dieses Teams, sondern um eine Umbenennung eines Teams, welches bis 2010 De Rosa-Ceramica Flaminia hieß.

## Saison 2009

### Erfolge im Cyclocross 2008/2009
| Datum      | Rennen                        | Fahrer             |
| ---------- | ----------------------------- | ------------------ |
| 11. Januar | Polnische Meisterschaft       | Pawel Szczepaniak  |
| 11. Januar | Polnische Meisterschaft (U23) | Kacper Szczepaniak |

### Mannschaft
| Name                | Geburtstag        | Nationalität | Team 2010                    |
| ------------------- | ----------------- | ------------ | ---------------------------- |
| Fabrizio Amerighi   | 6. November 1982  | Italien      |                              |
| Niklas Axelsson     | 15. Mai 1972      | Schweden     | Dopingsperre                 |
| Carlo Corrà         | 13. Januar 1984   | Italien      |                              |
| Marco Corsini       | 4. Februar 1981   | Italien      |                              |
| Emiliano Donadello  | 19. April 1983    | Italien      |                              |
| Grzegorz Grabarek   | 26. November 1989 | Polen        |                              |
| Paweł Grabarek      | 26. Juni 1988     | Polen        |                              |
| Serhij Hontschar    | 3. Juli 1970      | Ukraine      | Karriereende                 |
| Wojciech Kaczmarski | 3. Mai 1986       | Polen        | Legia-Felt                   |
| Marek Konwa         | 11. März 1990     | Polen        | Aktio Group Mostostal Puławy |
| Piotr Noga          | 5. Oktober 1990   | Polen        |                              |
| Andrea Pagoto       | 11. Juli 1985     | Italien      |                              |
| Bruno Rizzi         | 3. November 1983  | Italien      | Tusnad Cycling Team          |
| Adam Wadecki        | 23. Dezember 1977 | Polen        | Aktio Group Mostostal Puławy |
| Paweł Wojczal       | 27. Juni 1990     | Polen        |                              |

## Platzierungen in UCI-Ranglisten
UCI America Tour
| Saison | Mannschaftswertung | Fahrerwertung             |
| ------ | ------------------ | ------------------------- |
| 2009   | 44.                | Emiliano Donadello (349.) |

UCI Asia Tour
| Saison | Mannschaftswertung | Fahrerwertung         |
| ------ | ------------------ | --------------------- |
| 2009   | 33.                | Niklas Axelsson (87.) |

UCI Europe Tour
| Saison | Mannschaftswertung | Fahrerwertung      |
| ------ | ------------------ | ------------------ |
| 2009   | 91.                | Bruno Rizzi (566.) |